# Berezyński system wodny

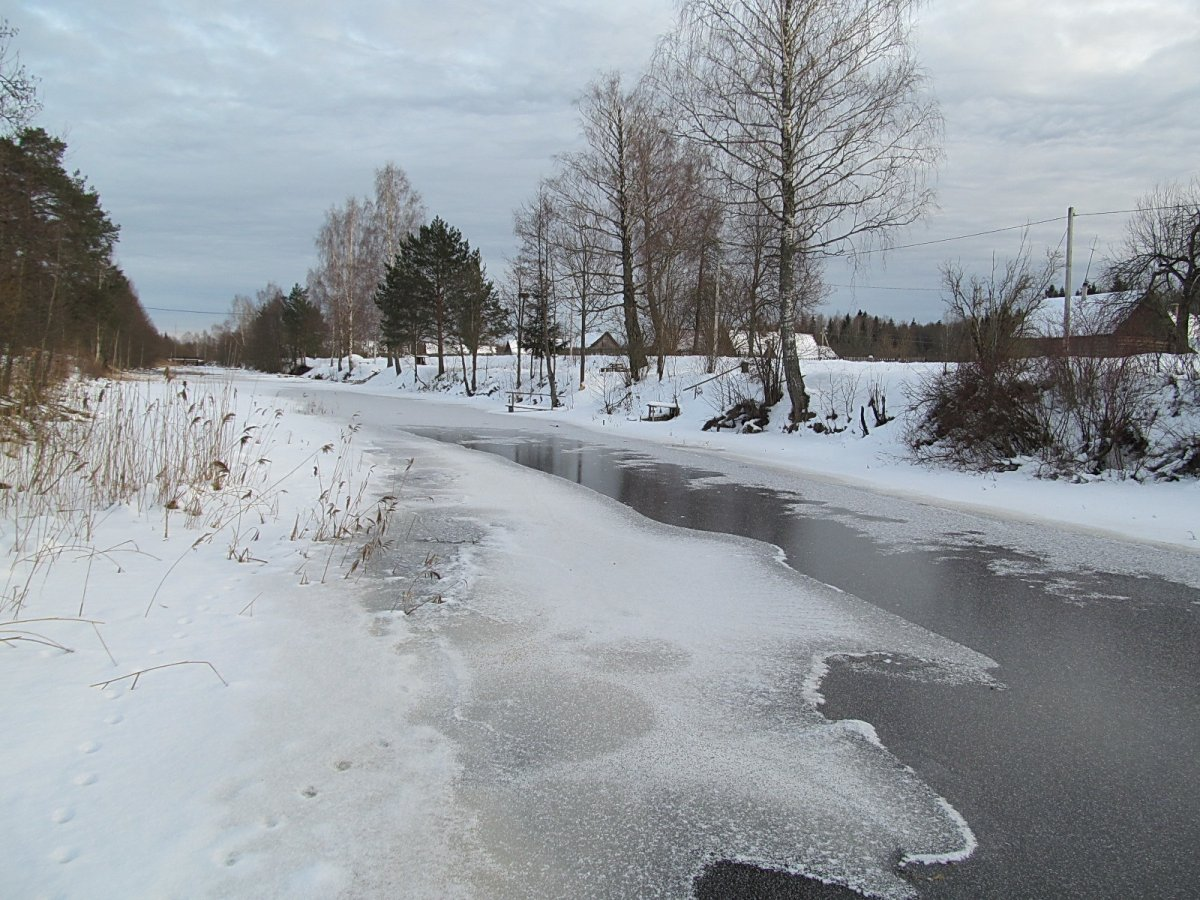
Wieś Wałowa Hara nad Kanałem Berezyńskim

Berezyński system wodny lub Kanał Berezyński − kanał o długości 173 km zbudowany w latach 1797-1805 i łączący Berezynę (dopływ Dniepru) z Ułłą (dopływ Dźwiny) za pośrednictwem szeregu jezior. Kanał zbudowano do spławu drzewa budulcowego i masztowego. Przebudowywano w latach 1810–1812, 1823–1836, 1870–1880. W początku XX wieku porzucony ze względu na rozwój kolei. W czasie inwazji niemieckiej w 1941 roku zrujnowany.
W skład systemu kanałów weszły rzeka Berezyna, z której wyprowadzono Kanał Sergucki (8,7 km), rzekę Sergut, jeziora Mońca i Pławio, właściwy kanał berezyński (7,6 km), jezioro Bereszto, rzekę Bereszta, Kanał Werebski (2,6 km), rzekę Essa, jezioro Proaza, Kanał Lepelski (8 km), Jezioro Lepelskie, rzekę Ułłę, Czasznicki Kanał Obwodowy. Na całym odcinku Kanału Berezyńskiego zbudowanych jest 14 śluz.